# Unitas (Rolde)
Unitas is een Nederlandse handbalvereniging uit het Drentse Rolde. In 1961 is de vereniging opgericht door initiatiefneemster Geesje Tijs-Takens.
In het seizoen 2024/2025 speelt het eerste herenteam in de eerste divisie en het eerste damesteam in de tweede divisie.

## Resultaten
Heren (2012 - heden)
- 2013 1e
Tweede divisie A
- 2014 14e
Eerste divisie
- 2015
- 2016
- 2017 2e
Tweede divisie A
- 2018 7e
Tweede divisie A
- 2019 3e
Tweede divisie A
- 2020 2e
Tweede divisie A
- 2021
Eerste divisie
- 2022 5e
Eerste divisie
- 2023 7e
Eerste divisie

- Eerste divisie
- Tweede divisie